# Motor W18
Tatra T955, motor refrigerado 
a ar W18 de 1943.

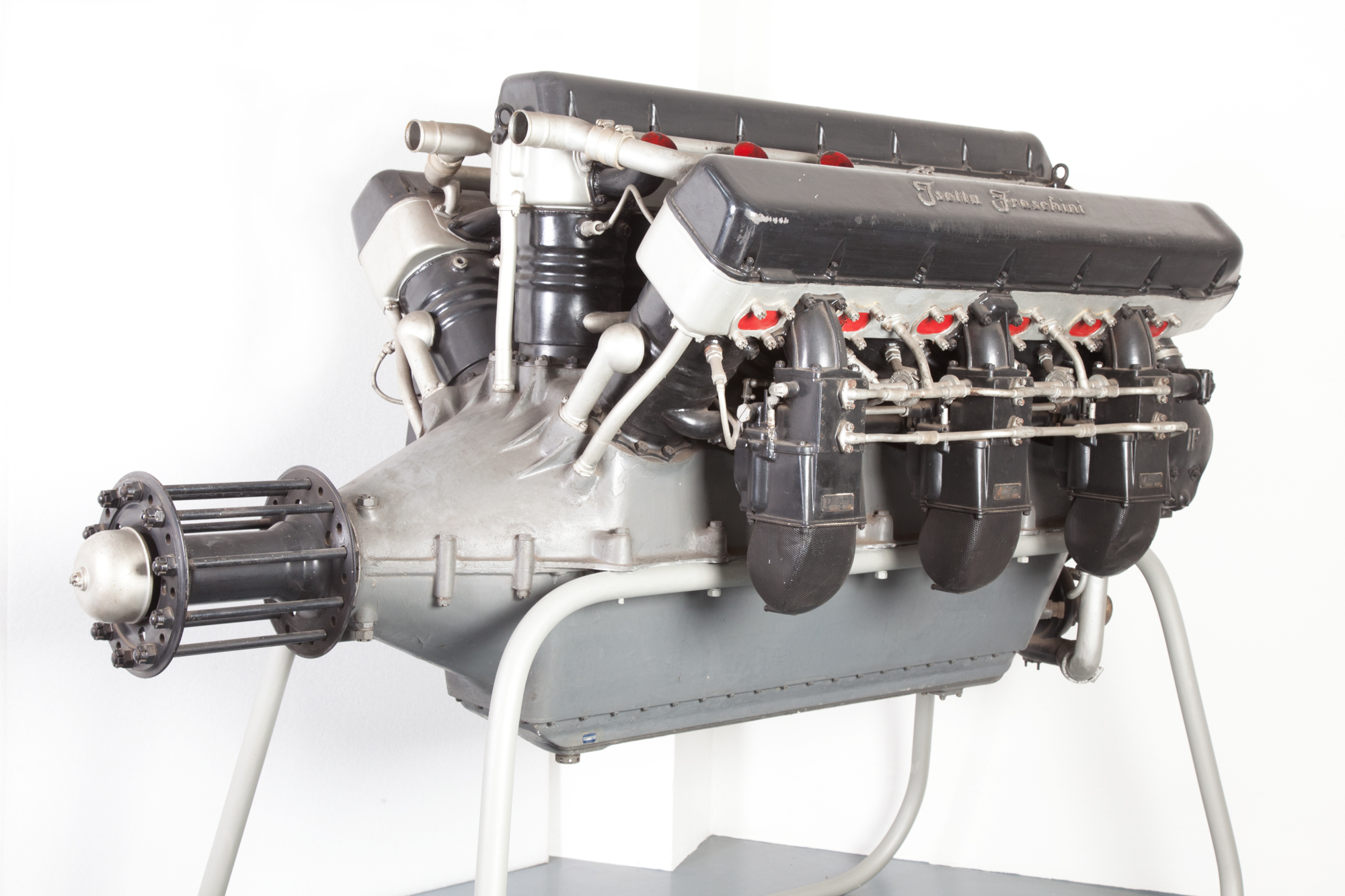
Isotta Fraschini Asso 750, motor de avião refrigerado a líquido.

O Motor W18 vem sendo planejado desde 1993 até os dias de hoje, mas o início de testes com essas configurações ocorrem desde a década de 1940.

## Características
Este motor tem o bloco do motor e o cabeçote multiválvulas feitos em alumínio completamente forjado, injeção direta de combustível (gasolina), comando de válvulas variável e mais um coletor de admissão variável. O sistema de admissão foi trabalhado para adequar a velocidade do ar que entra nos cilindros. O resultado é muita potência (555 cv a 6800 rpm)e muito torque (66,3 kgfm a 4000 rpm). O consumo é relativamente baixo e as emissões controladas.
O W18 já atende aos níveis de poluição requeridos para 2005, na Europa. Seu funcionamento é idêntico ao de um motor a explosão convencional. A diferença está apenas na construção. Enquanto em um motor comum o virabrequim comanda um pistão vez, no motor W18 ele comanda três. Por isso, esse eixo, que leva a força do motor à transmissão, teve de ser reforçado. No que diz respeito ao peso, o motor em W é de 10% a 15% mais leve. E, em relação às vibrações, não há diferenças em comparação a um motor em V. Esse tipo de motor ainda não tem um automóvel que o sustenta, por causa do seu tamanho, mas ele é usado em tratores adaptados para corrida.